# Берзански индекс Републике Српске
Берзански индекс Републике Српске (скраћено БИРС) је индекс акција 15 најбољих компанија котираних на Бањалучкој берзи. Основан је 1. маја 2004. године.
БИРС је тежински и ценовни индекс и не укључује исплату дивиденде у новцу. У БИРС-у се уврштавају акције од 5 до 30 емитената у зависности од испуњења услова и броја емитената.
Да би се акције нашеле у овом индексу, морају пре тога бити присутне на берзанском тржишту најмање шест месеци и акционар са највећим бројем акција не може да поседује више од 90% акција. Саставни делови индекса одређују се полугодишње, 15. маја и 15. новембра.
Крајем 2019. године, највеће предузеће на берзи било је Телеком Српска а.д. Бања Лука чија је тржишна капитализација износила 451.581.671 KM, 28. новембра 2019. године.
Поред БИРС-а, Бањалучка берза има још два индекса ФИРС — приватно-инвестициони фондови и ЕРС10 — индекс десет компанија из електропривредног сектора.

## Компаније на БИРС-у
Списак 15 компанија које се налазе на БИРС-у, крајем 2019. године:
| Ознака хартије од вредности | Назив хартије од вредности                  | Сектор делатности |
| --------------------------- | ------------------------------------------- | ----------------- |
| BOKS-R-A                    | Боксит а.д. Милићи                          | Метали/рударство  |
| BVRU-R-A                    | ЗТЦ Бања Врућица а.д. Теслић                |                   |
| CMEG-R-A                    | Чајавец мега а.д. Бања Лука                 |                   |
| DEST-R-A                    | Хемијска индустрија Дестилација а.д. Теслић |                   |
| EKBL-R-A                    | Електрокрајина а.д. Бања Лука               | Електропривреда   |
| ELDO-R-A                    | Електро Добој а.д. Добој                    | Електропривреда   |
| HEDR-R-A                    | Хидроелектране на Дрини а.д. Вишеград       | Електропривреда   |
| HELV-R-A                    | Хидроелектране на Врбасу а.д. Мркоњић Град  | Електропривреда   |
| HETR-R-A                    | Хидроелектране на Требишњици а.д. Требиње   | Електропривреда   |
| KRPT-R-A                    | Крајинапетрол а.д. Бања Лука                |                   |
| MRDN-R-A                    | Меридиан а.д. Бања Лука                     |                   |
| NOVB-R-E                    | Нова банка а.д. Бања Лука                   | Финансије         |
| RITE-R-A                    | РиТЕ Гацко а.д. Гацко                       |                   |
| RTEU-R-A                    | РиТЕ Угљевик а.д. Угљевик                   |                   |
| TLKM-R-A                    | Телеком Српске а.д. Бања Лука               | Телекомуникације  |